# Zoopilus echinatus
Zoopilus echinatus е вид корал от семейство Fungiidae. Възникнал е преди около 0,78 млн. години по времето на периода кватернер. Видът не е застрашен от изчезване.

## Разпространение и местообитание
Разпространен е в Австралия, Вануату, Индия, Индонезия, Кирибати, Китай, Малайзия, Маршалови острови, Микронезия, Науру, Нова Каледония, Палау, Папуа Нова Гвинея, Провинции в КНР, Сингапур, Соломонови острови, Тайван, Тайланд, Тувалу, Фиджи, Филипини и Япония.
Обитава океани и рифове. Среща се на дълбочина от 20 до 25 m, при температура на водата около 28,1 °C и соленост 34,4 ‰.